# Население округа Ориндж (Калифорния)

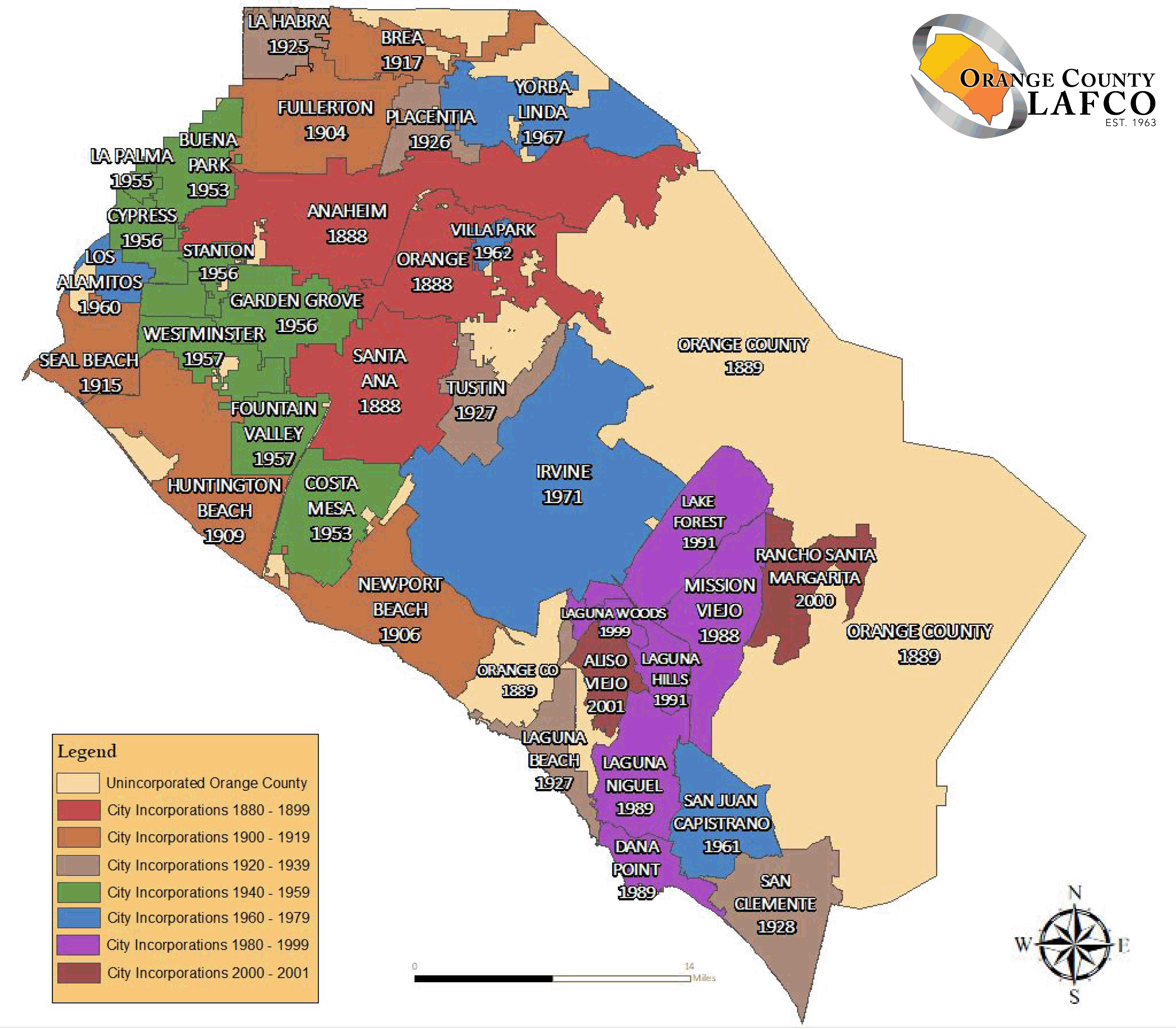
Округ Ориндж

Округ Ориндж (англ. Orange County) расположен в американском штате Калифорния.
Население — 3,1 млн человек. Основные этнические группы: латиноамериканцы — 44,1 % (мексиканцы), белые — 35,4 % (в том числе немцы — 8,9 %, англичане — 6,9 %, ирландцы — 6 %, а также евреи, арабы, сербы), азиаты — 17,9 % (вьетнамцы, корейцы, китайцы, филиппинцы, афганцы), афроамериканцы — 1,7 % (в том числе нигерийцы), индейцы — 0,6 %, выходцы из Океании — 0,3 %.
Для 58,6 % жителей родным является английский язык, для 25,3 % — испанский, для 4,7 % — вьетнамский, для 1,9 % — корейский, для 1,5 % — китайский, для 1,2 % — тагальский.

## Анахайм
Население — 360 тыс. человек; основные этнические группы: латиноамериканцы — 52,8 %, белые — 28,3 % (арабы-мусульмане и арабы-копты, ассирийцы, армяне, иранцы, немцы, поляки), азиаты — 14,8 % (в том числе вьетнамцы — 3,1 %, а также филиппинцы, японцы, корейцы, китайцы, индийцы, камбоджийцы), афроамериканцы — 2,8 %, индейцы — 0,8 %, выходцы из Океании — 0,5 %. Богатые белые и азиаты сконцентрированы в районе Анахайм-Хиллс, арабы (ливанцы, сирийцы, палестинцы и египтяне) — в районе Литтл-Арабия.

## Санта-Ана
Население — 345 тыс. человек; основные этнические группы: латиноамериканцы — 79,6 % (в том числе мексиканцы — 74,1 %, а также сальвадорцы, чилийцы), азиаты — 9,4 % (в том числе вьетнамцы — 5,7 %, а также китайцы, филиппинцы), белые — 9,3 % (арабы-копты), афроамериканцы — 1,1 %, выходцы из Океании — 0,4 %, индейцы — 0,2 %.

## Ирвайн

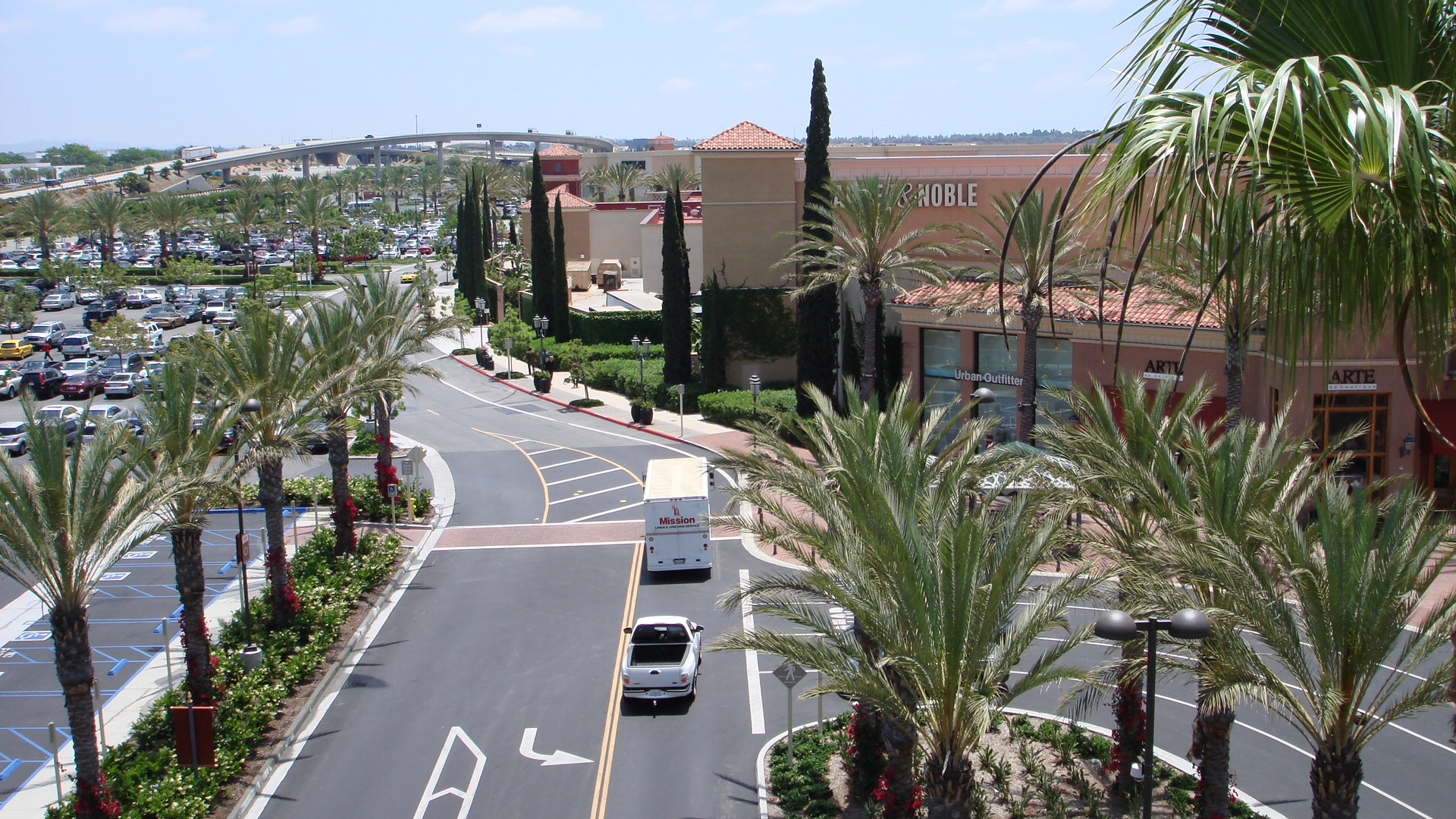
Ирвайн

Население — 220 тыс. человек; основные этнические группы: белые — 49,4 % (иранцы, арабы, евреи), азиаты — 39,2 % (в том числе китайцы — 10,5 %, вьетнамцы — 3,1 %, а также корейцы, филиппинцы, индийцы, японцы), латиноамериканцы — 9,2 % (мексиканцы), афроамериканцы — 1,8 %, индейцы — 0,2 %, выходцы из Океании — 0,2 %.

## Хантингтон-Бич

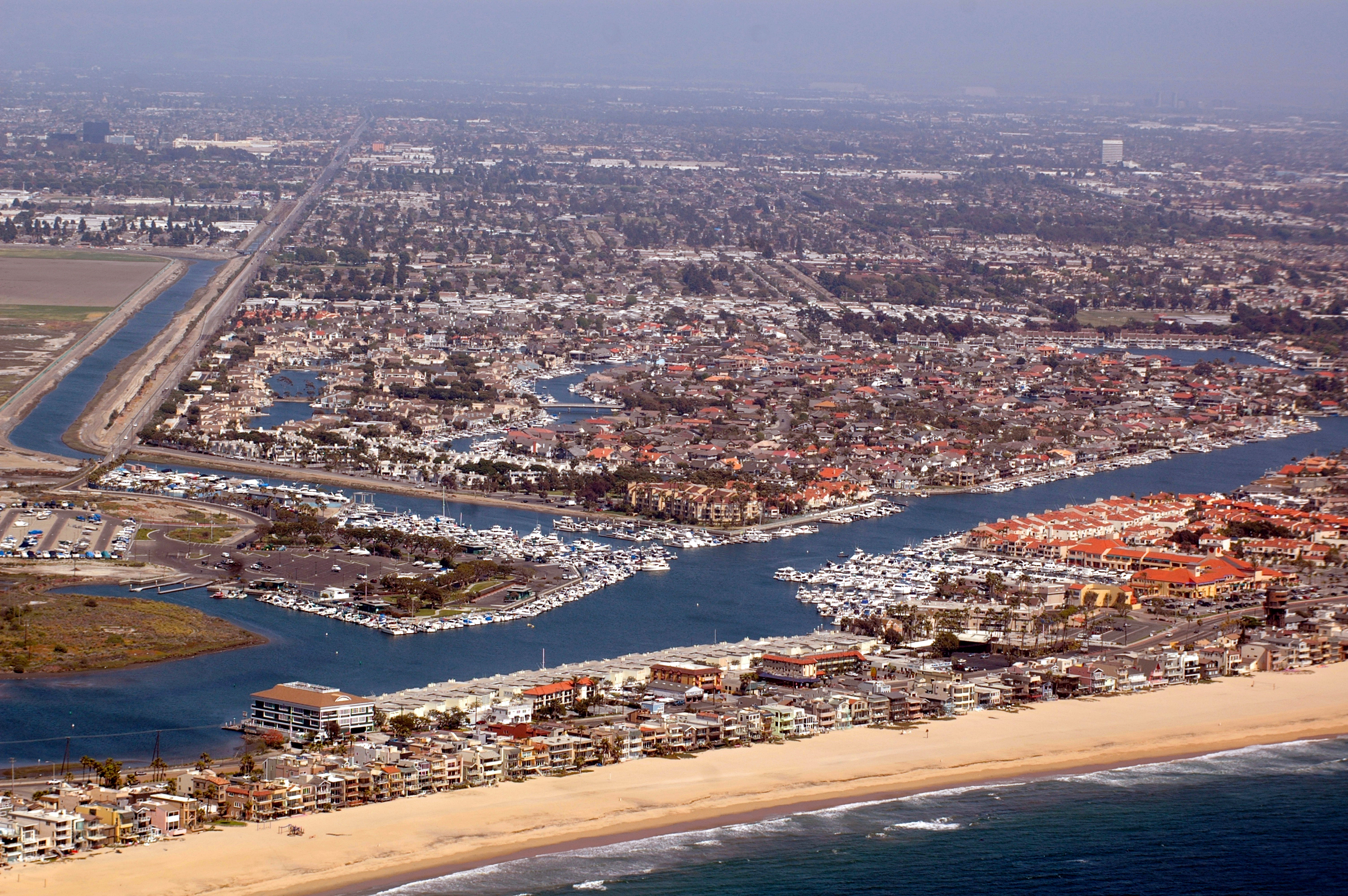
Хантингтон-Бич

Население — 195 тыс. человек; основные этнические группы: белые — 74,2 %, латиноамериканцы — 14,7 %, азиаты — 9,4 % (вьетнамцы, китайцы, японцы), афроамериканцы — 0,8 %, индейцы — 0,7 %, выходцы из Океании — 0,2 %.

## Гарден-Гров
Население — 180 тыс. человек; основные этнические группы: белые — 33,8 % (немцы, голландцы, евреи), латиноамериканцы — 32,5 %, азиаты — 31 % (в том числе вьетнамцы — 21,4 %, а также китайцы, японцы), афроамериканцы — 1,3 %, индейцы — 0,8 %, выходцы из Океании — 0,6 %. Вьетнамцы сконцентрированы в районе Литтл-Сайгон.

## Ориндж
Население — 145 тыс. человек; основные этнические группы: белые — 88,2 % (немцы, голландцы, евреи), латиноамериканцы — 10,2 % (мексиканцы), индейцы — 0,8 %, азиаты — 0,3 %, афроамериканцы — 0,3 %, выходцы из Океании — 0,2 %.

## Фуллертон
Население — 130 тыс. человек; основные этнические группы: белые — 50,5 %, латиноамериканцы — 30,2 % (мексиканцы), азиаты — 16,1 % (китайцы, корейцы, японцы), афроамериканцы — 2,3 %, индейцы — 0,7 %, выходцы из Океании — 0,2 %.

## Коста-Меса
Население — 120 тыс. человек; основные этнические группы: белые — 58,5 %, латиноамериканцы — 31,8 %, азиаты — 6,9 %, афроамериканцы — 1,4 %, индейцы — 0,8 %, выходцы из Океании — 0,6 %.

## Мишн-Вьехо
Население — 105 тыс. человек; основные этнические группы: белые — 73,7 % (арабы), латиноамериканцы — 15,9 %, азиаты — 8,3 %, афроамериканцы — 1,6 %, индейцы — 0,4 %, выходцы из Океании — 0,1 %.

## Уэстминстер
Население — 90 тыс. человек; основные этнические группы: белые — 38 %, азиаты — 38,2 % (в том числе вьетнамцы — 30,7 %), латиноамериканцы — 21,7 %, афроамериканцы — 1 %, индейцы — 0,6 %, выходцы из Океании — 0,5 %. Вьетнамцы сконцентрированы в районе Литтл-Сайгон.

## Ньюпорт-Бич

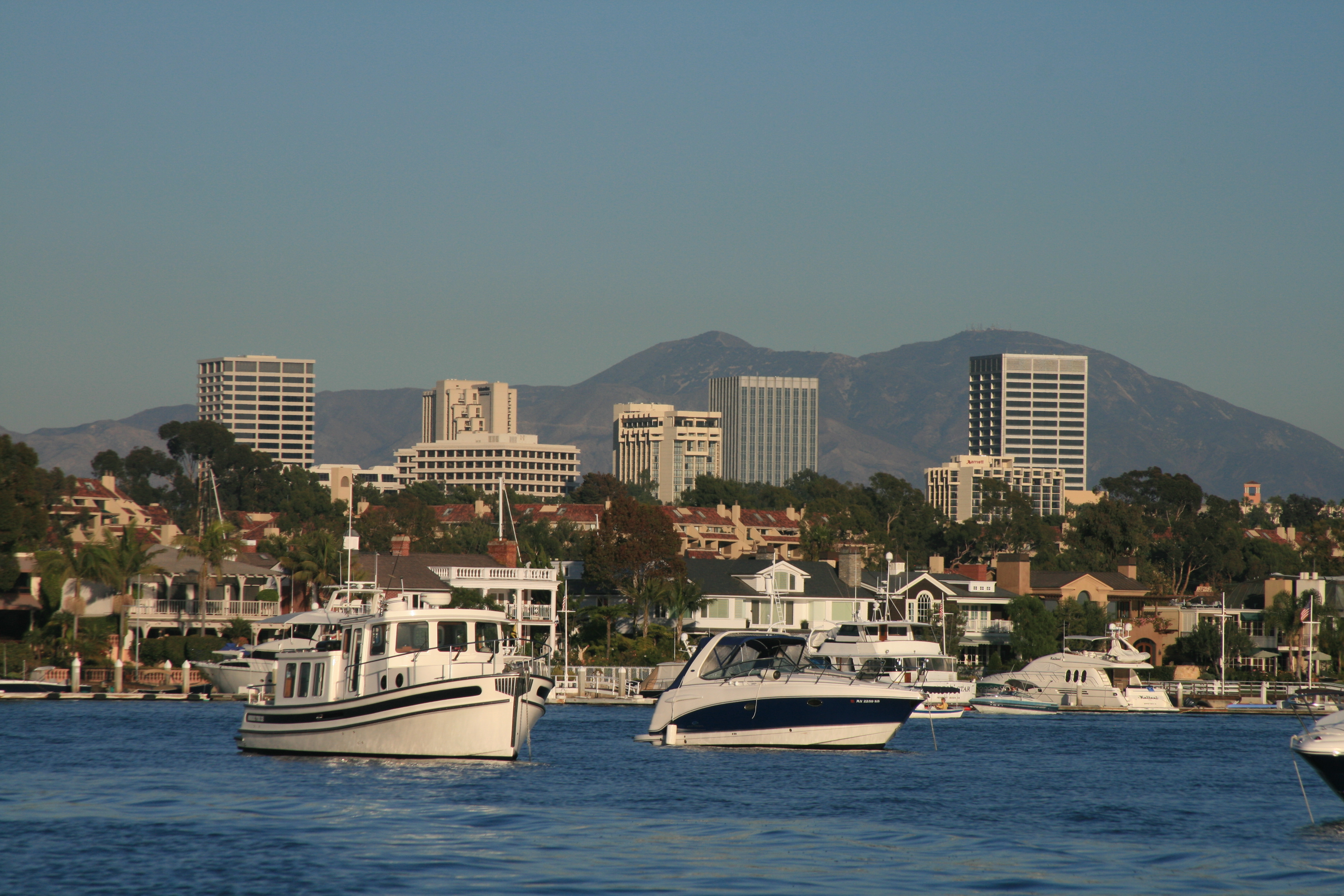
Ньюпорт-Бич

Население — 87 тыс. человек; основные этнические группы: белые — 90,4 % (немцы, англичане, евреи, португальцы), латиноамериканцы — 4,7 % (мексиканцы), азиаты — 4 % (корейцы, японцы), афроамериканцы — 0,5 %, индейцы — 0,3 %, выходцы из Океании — 0,1 %. Азиаты сконцентрированы в районах Ньюпорт-Кост и Сан-Хоакин-Хиллс.

## Буэна-Парк
Население — 85 тыс. человек; основные этнические группы: латиноамериканцы — 40,3 %, белые — 28,4 %, азиаты — 25 % (китайцы, филиппинцы, индийцы), афроамериканцы — 5,3 %, индейцы — 0,9 %, выходцы из Океании — 0,1 %.

## Лейк-Форест
Население — 80 тыс. человек; основные этнические группы: белые — 69,2 % (арабы-копты), латиноамериканцы — 18,6 %, азиаты — 9,7 %, афроамериканцы — 1,8 %, индейцы — 0,5 %, выходцы из Океании — 0,2 %. Азиаты сконцентрированы в районе Футхил-Ранч.

## Тастин
Население — 76 тыс. человек; основные этнические группы: белые — 46,9 %, латиноамериканцы — 34,3 %, азиаты — 14,9 % (филиппинцы), афроамериканцы — 2,9 %, индейцы — 0,7 %, выходцы из Океании — 0,3 %.

## Сан-Клементе
Население — 67 тыс. человек; основные этнические группы: белые — 79,8 %, латиноамериканцы — 16 %, азиаты — 2,7 %, афроамериканцы — 0,8 %, индейцы — 0,6 %, выходцы из Океании — 0,1 %.

## Лагуна-Нигел
Население — 62 тыс. человек; основные этнические группы: белые — 80,1 %, латиноамериканцы — 10,4 %, азиаты — 7,8 %, афроамериканцы — 1,3 %, индейцы — 0,3 %, выходцы из Океании — 0,1 %.

## Йорба-Линда
Население — 60 тыс. человек; основные этнические группы: белые — 76,8 % (евреи, немцы), азиаты — 11,2 %, латиноамериканцы — 10,3 %, афроамериканцы — 1,2 %, индейцы — 0,4 %, выходцы из Океании — 0,1 %.

## Фаунтейн-Вэлли
Население — 60 тыс. человек; основные этнические группы: белые — 61,5 % (евреи, арабы, иранцы), азиаты — 25,8 % (в том числе вьетнамцы — 12,9 %), латиноамериканцы — 10,7 %, афроамериканцы — 1,1 %, индейцы — 0,5 %, выходцы из Океании — 0,4 %.

## Ла-Хабра
Население — 60 тыс. человек; основные этнические группы: латиноамериканцы — 49 % (мексиканцы), белые — 42,4 %, азиаты — 6 %, афроамериканцы — 1,4 %, индейцы — 1 %, выходцы из Океании — 0,2 %.

## Сайпресс
Население — 51 тыс. человек; основные этнические группы: белые — 59,7 %, азиаты — 20,8 %, латиноамериканцы — 15,7 %, афроамериканцы — 2,8 %, индейцы — 0,6 %, выходцы из Океании — 0,4 %.

## Ранчо-Санта-Маргарита
Население — 48 тыс. человек; основные этнические группы: белые — 77,2 %, латиноамериканцы — 13 %, азиаты — 7,4 %, афроамериканцы — 1,8 %, индейцы — 0,4 %, выходцы из Океании — 0,2 %.

## Ализо-Вьехо
Население — 47 тыс. человек; основные этнические группы: белые — 74,6 %, латиноамериканцы — 11,7 %, азиаты — 11 % (японцы), афроамериканцы — 2,1 %, индейцы — 0,4 %, выходцы из Океании — 0,2 %.

## Пласентия
Население — 47 тыс. человек; основные этнические группы: белые — 54,8 %, латиноамериканцы — 31,2 %, азиаты — 11,2 %, афроамериканцы — 1,8 %, индейцы — 0,8 %, выходцы из Океании — 0,2 %.

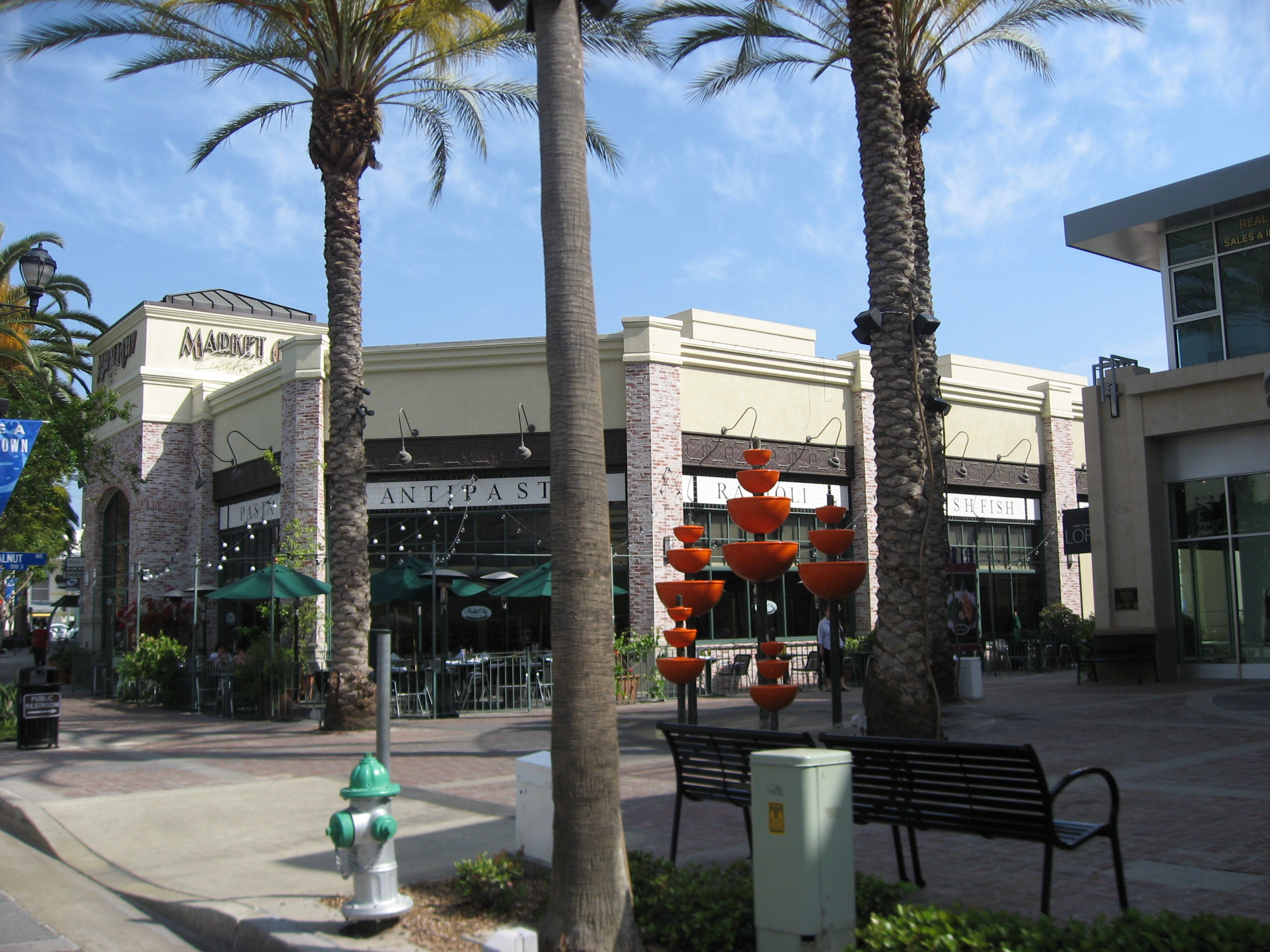
Бреа

## Бреа
Население — 41 тыс. человек; основные этнические группы: белые — 48,5 %, латиноамериканцы — 40,4 %, азиаты — 9,1 %, афроамериканцы — 1,3 %, индейцы — 0,5 %, выходцы из Океании — 0,2 %.

## Стентон
Население — 38 тыс. человек; основные этнические группы: латиноамериканцы — 49 %, белые — 31,1 %, азиаты — 15,5 % (в том числе вьетнамцы — 8 %), афроамериканцы — 2,3 %, индейцы — 1,1 %, выходцы из Океании — 1 %.

## Дейна-Пойнт
Население — 38 тыс. человек; основные этнические группы: белые — 80,5 % (португальцы), латиноамериканцы — 15,5 %, азиаты — 2,5 %, афроамериканцы — 0,8 %, индейцы — 0,6 %, выходцы из Океании — 0,1 %.

## Сан-Хуан-Капистрано
Население — 35 тыс. человек; основные этнические группы: белые — 62,8 %, латиноамериканцы — 33,2 %, азиаты — 2 %, индейцы — 1,1 %, афроамериканцы — 0,8 %, выходцы из Океании — 0,1 %.

## Лагуна-Хиллс
Население — 32 тыс. человек; основные этнические группы: белые — 71,5 %, латиноамериканцы — 16,4 %, азиаты — 10,2 %, афроамериканцы — 1,4 %, индейцы — 0,4 %, выходцы из Океании — 0,1 %.

## Сил-Бич
Население — 25 тыс. человек; основные этнические группы: белые — 85,7 %, латиноамериканцы — 6,5 %, азиаты — 5,8 %, афроамериканцы — 1,5 %, индейцы — 0,3 %, выходцы из Океании — 0,2 %.

## Норт-Тустин
Население — 25 тыс. человек; основные этнические группы: белые — 83,3 %, латиноамериканцы — 8,5 %, азиаты — 7,1 %, афроамериканцы — 0,6 %, индейцы — 0,4 %, выходцы из Океании — 0,1 %.

## Лагуна-Бич

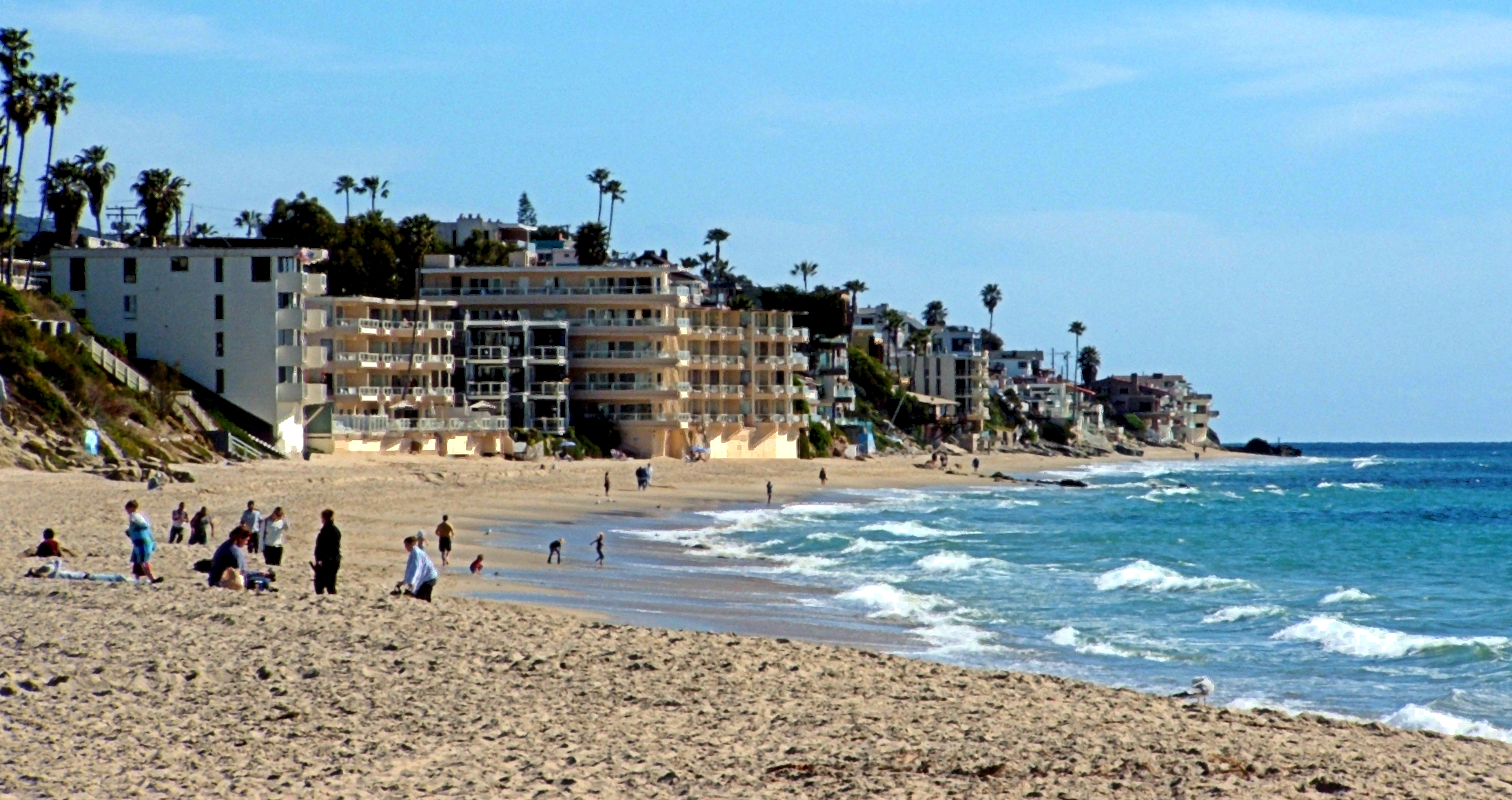
Лагуна-Бич

Население — 24 тыс. человек; основные этнические группы: белые — 90 %, латиноамериканцы −6,6 %, азиаты — 2,1 % (индийцы), афроамериканцы — 0,8 %, индейцы — 0,4 %, выходцы из Океании — 0,1 %.

## Лагуна-Вудс
Население — 17 тыс. человек; основные этнические группы: белые — 95 % (в том числе немцы — 2 %, а также австрийцы, евреи), азиаты — 2,5 %, латиноамериканцы — 2,1 %, афроамериканцы — 0,3 %, индейцы — 0,1 %.

## Ла-Пальма
Население — 16 тыс. человек; основные этнические группы: азиаты — 44,6 %, белые — 40,1 %, латиноамериканцы — 10,3 %, афроамериканцы — 4,5 %, выходцы из Океании — 0,3 %, индейцы — 0,2 %.

## Кото-де-Каса
Население — 14 тыс. человек; основные этнические группы: белые — 87 %, латиноамериканцы — 6,7 %, азиаты — 5,2 %, афроамериканцы — 0,7 %, индейцы — 0,2 %, выходцы из Океании — 0,2 %.

## Лос-Аламитос
Население — 12 тыс. человек; основные этнические группы: белые — 70,3 %, латиноамериканцы — 16,1 %, азиаты — 9,5 %, афроамериканцы — 3,2 %, индейцы — 0,6 %, выходцы из Океании — 0,3 %.

## Россмур
Население — 11 тыс. человек; основные этнические группы: белые — 86,3 %, латиноамериканцы — 6,7 %, азиаты — 5,8 %, афроамериканцы — 0,8 %, индейцы — 0,3 %, выходцы из Океании — 0,1 %.

## Лас-Флорес
Население — 6 тыс. человек; основные этнические группы: белые — 75,3 %, латиноамериканцы — 11,9 %, азиаты — 10,3 %, афроамериканцы — 1,9 %, индейцы — 0,5 %, выходцы из Океании — 0,1 %.

## Вилла-Парк
Население — 6 тыс. человек; основные этнические группы: белые — 79,8 %, азиаты — 13 %, латиноамериканцы — 6 %, афроамериканцы — 0,8 %, индейцы — 0,4 %.